# Andrea Lloyd
Andrea Lloyd (Andrea Lane Lloyd; * 2. September 1965 in Moscow, Idaho) ist eine ehemalige US-amerikanische Basketballspielerin und Olympiasiegerin.
1988 siegte sie mit der US-Mannschaft bei den Olympischen Spielen in Seoul.